# 王保尼

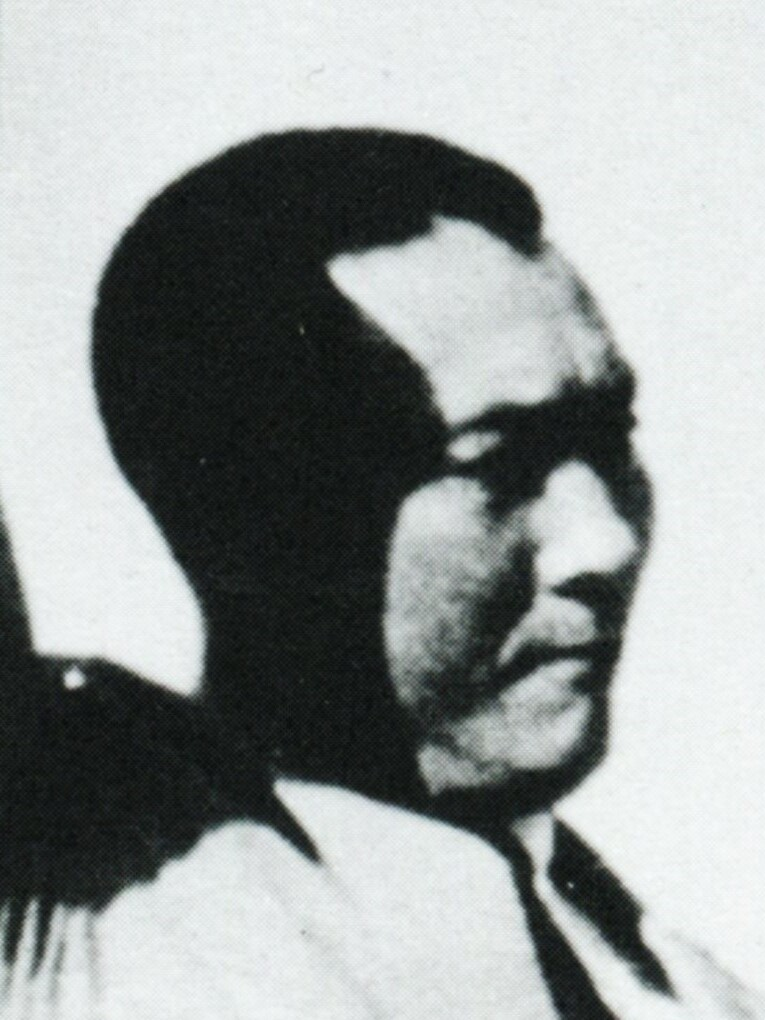
王保尼

丹斯里王保尼（Michael Wong Pow Nee，1911年10月7日—2002年8月31日），槟城州第一任首席部长，连任3届。祖籍广东兴宁，1911年于大山脚出生，圣芳济中学毕业。1957年前于金星小学任教。1953年受委大山脚市议员，1955年受委立法议员兼行政议员。1957年起兼任3届州议员。1970年受委马来西亚驻意大利大使。1975年退休。他也是兴宁总会名誉会长。